# Міст мистецтва
Міст мистецтва — пішохідний міст через річку Вардар у Скоп'є, столиці Північної Македонії. На мосту знаходяться три ряди ліхтарів та 29 скульптур відомих македонських діячів мистецтва. Міст поєднує парк на правому березі та будівлю Прокуратури Північної Македонії. Знаходиться на південь від «Мосту Цивілізації». Довжина моста 83 метри, ширина — 9,2 м. 

## Історія побудови
Міст побудовано в рамках проекту Скоп'є-2014 з розбудови центру міста, побудови фонтанів та пам'ятників та увічнення македонських діячів. Проект обійшовся уряду в 2,5 млн євро.
Під час конкурсу було представлено 55 проектів скульптур 24 майстрів, з яких було обрано 29 від 18 скульпторів. Виготовлення двометрових статуй коштувало по 11 тисяч євро. Ці скульптури критикувалися за сумнівну художню цінність.

## Скульптури
Статуї присвячені відомим македонським поетам, композиторам, художникам. Центральна триметрова скульптура присвячена братам Міладиновим.
Інші статуї:
- Тоше Проескі
- Лазар Ліченоський[mk], худомник-експерсіоніст
- Нікола Мартіновський[mk], художник
- Димитар Кондовський[mk], художник, критик, професор
- Петар Мазєв[mk], художник
- Ґріґор Пирлічев, письменник
- Сталє Попов[mk], письменник
- Крсте Петков Місірков
- Кочо Рацин, письменник
- Йордан Хаджі Константінов-Джинот[mk]
- Блаже Конеський, поет та лінгвіст
- Ацо Шопов, поет
- Славко Яневський
- Васил Ільоський[mk]
- Ванчо Ніколеський
- Живко Чінго, поет
- Войдан Чернодрінський[mk]
- Димитар Панділов[mk]
- Никола Вапцаров, поет
- Неджаті Зекірія[mk], поет
- Муртеза Пеза[bg], поет
- Адем Гайтані, поет
- Рісто Шишков[mk], актор
- Петре Прличко, актор
- Властімір Николовський[mk], композитор
- Трайко Прокопієв[mk], композитор і виконавець
- Тодор Скаловський, композитор і диригент
- Стефан Гайдов[mk], композитор і диригент